# Oszorkhór
Oszorkhór (eredeti nevén Oszorkon; Manethónnál szerepel Oszorkhórként, a későbbi Oszorkonok sorszámozásába nem vették be) az ókori egyiptomi XXII. dinasztia fáraója volt, aki i. e. 992–986 között uralkodott. Ő volt az első fáraó, aki a líbiai meswes törzsből származott.

## Élete
Apja Sesonk volt, a meswes törzs főnöke, anyja Mehitenweszhet, akit egy dokumentum „a király anyja”-ként említ. Oszorkon fivére volt Nimlot meswes törzsfő, akinek fia I. Sesonk, a XXII. dinasztia alapítója. Oszorkhór létezésében a tudósok sokáig nem voltak biztosak; Eric Young bizonyította be 1963-ban, hogy egy Neszpanoferhór nevű templomi pap beiktatása egy bizonyos Aaheperré Szetepenré király 2. évében, semu évszak 20. napján – melyet a karnaki papi évkönyvek 3B töredékének 1.-3. sora említ – egy nemzedékkel megelőzte Neszpanoferhór fiának, Horinak az évkönyvben szintén említett beiktatását Sziamon 17. évében. Young amellett érvelt, hogy ez az Aaheperré Szetepenré a Manethón által említett Oszorkhórral azonos, elméletét azonban ekkor még nem mindenki fogadta el.
Ezután Jean Yoyotte jegyezte meg egy 1976-77-es cikkében, hogy egy Oszorkon nevű líbiai király Sesonk és Mehitenweszhet fia volt, utóbbit pedig egyértelműen a király anyjaként említi egy bizonyos genealógiai dokumentum. Mivel a többi Oszorkon nevű király anyját nem így hívták, egyértelművé vált, hogy Aaheperré Szetepenré azonos a Manethón által említett Oszorkhórral, anyja pedig Mehitenweszhet, aki egyben Nimlot meswes törzsfő anyja és így I. Sesonk nagyanyja is.
1999-ben Chris Bennett felvetette, hogy Oszorkhór lánya lehet egy bizonyos Karimala királyné, akit a szemnai templom egyik feliratáról ismerünk. Karimala „a király leánya” és „a király felesége” címeket viseli, és neve alapján líbiai lehetett. A felirat a 14. évet említi dátumként, ami azt jelenti, Karimala vagy Sziamon, vagy II. Paszebahaenniut felesége lehetett. Bennett valószínűbbnek tartja Sziamont, mert ebben az esetben Karimala átvehette a Núbiában vallási szerepet betöltő Kús alkirálya, Neszihonsz szerepét, aki Sziamon uralkodásának ötödik évében hunyt el.

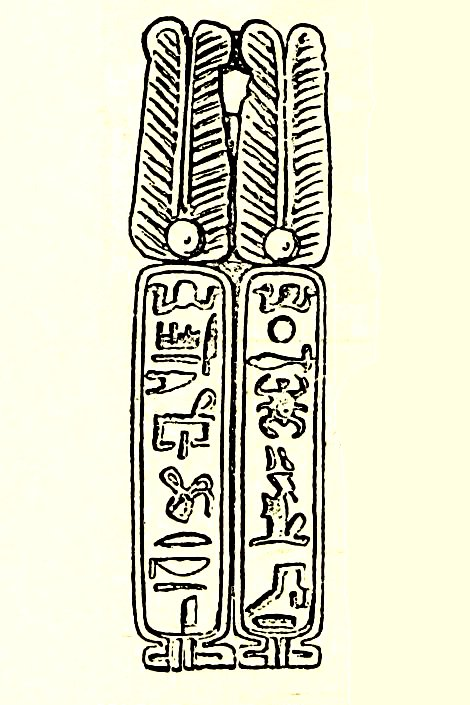
Pecsét királyi kártusokkal, melyeket Oszorkhórnak tulajdonítanak

A leideni Rijksmuseum van Oudhedenban található fajanszpecsétet és kőtömböt, melyeken egy Oszorkon nevű király szerepel az Aaheperré Szetepenamon uralkodói névvel és az Oszorkon Meriamon személynévvel, sokáig IV. Oszorkonnak tulajdonítottak, ezt azonban 2000-ben megkérdőjelezte Frederic Payraudeau, aki rámutatott, hogy sokkal nagyobb a valószínűsége annak, hogy Oszorkhórra utalnak. Ez azt jelentené, hogy uralkodói névként az Aaheperré Szetepenrés és az Aaheperré Szetepenamont is viselte.
A fentebb említett 2. holdév Rolf Krauss csillagászati számításai szerint i. e. 990-nek felel meg, ennek alapján Oszorkhór két évvel Neszpanoferhór beiktatása előtt, i. e. 992-ben lépett trónra. Uralkodásának jelentősége, hogy előrevetítette a líbiai eredetű XXII. dinasztia uralmát. Manethón Aegyptiaca című művében hat évnyi uralkodást tulajdonít neki. A trónon őt követő Sziamon vagy a fia volt, vagy nem álltak rokonságban és egy őslakos egyiptomi eredetű fáraóról van szó.

## Fordítás
- Ez a szócikk részben vagy egészben  az   Osorkon the Elder című angol Wikipédia-szócikk ezen változatának fordításán alapul.  Az eredeti cikk szerkesztőit annak laptörténete sorolja fel. Ez a jelzés csupán a megfogalmazás eredetét és a szerzői jogokat jelzi, nem szolgál a cikkben szereplő információk forrásmegjelöléseként.